# 엘리엇 카원
엘리엇 카원(Elliot Cowan, 1976년 7월 9일 ~ )은 잉글랜드의 배우이다.

## 출연 작품

### 드라마
- 신드바드

### 영화
- 뮤즈 - 사무엘 살로몬 역